# Unione Sportiva Arsenaltaranto 1952-1953
Questa voce raccoglie le informazioni che riguardano l'Unione Sportiva Arsenaltaranto nelle competizioni ufficiali della stagione 1952-1953.

## Rosa
| N. |                   | Ruolo | Calciatore          |
| -- | ----------------- | ----- | ------------------- |
|    | Italia (bandiera) | C     | Mario Bernardel     |
|    | Italia (bandiera) | A     | Luigi Bretti        |
|    | Italia (bandiera) | D     | Angelo Canavesi     |
|    | Italia (bandiera) | A     | Vincenzo Castellano |
|    | Italia (bandiera) | D     | Franco Civolani     |
|    | Italia (bandiera) | C     | Giancarlo Fabrello  |
|    | Italia (bandiera) | A     | Franco Ferrara      |
|    | Italia (bandiera) | C     | Alessandro Ferrari  |
|    | Italia (bandiera) | P     | Roberto Franchin    |

| N. |                   | Ruolo | Calciatore        |
| -- | ----------------- | ----- | ----------------- |
|    | Italia (bandiera) | C     | Aldo Gavazzi      |
|    | Italia (bandiera) | C     | Mario Gobatto     |
|    | Italia (bandiera) | C     | Alfredo Lulich    |
|    | Italia (bandiera) | D     | Giovanni Manzella |
|    | Italia (bandiera) | A     | Riccardo Musci    |
|    | Italia (bandiera) | P     | Giovanni Rossetti |
|    | Italia (bandiera) | A     | Luigi Silvestri   |
|    | Italia (bandiera) | D     | Mirco Tagliamento |
|    | Italia (bandiera) | A     | Mario Tortul      |